# Pellaea bridgesii
Espèce
Pellaea bridgesii est une espèce de fougère de la famille des Pteridaceae originaire de l'ouest des États-Unis du nord de la Californie à l'Idaho, où elle pousse dans les falaises rocheuses et les pentes granitiques.
Elle pousse à partir d'une ramification d'un rhizome brun. Chaque feuille fait jusqu'à 30 ou 35 centimètres de long. Elle est composée d'un rachis droit brun portant des folioles largement espacés, bleu-vert, de forme ronde à ovale, à l'aspect de cuir et parfois repliés. Les bords des folioles ne s'enroulent pas et ne couvrent pas les sporanges sur la face inférieure.

## Galerie

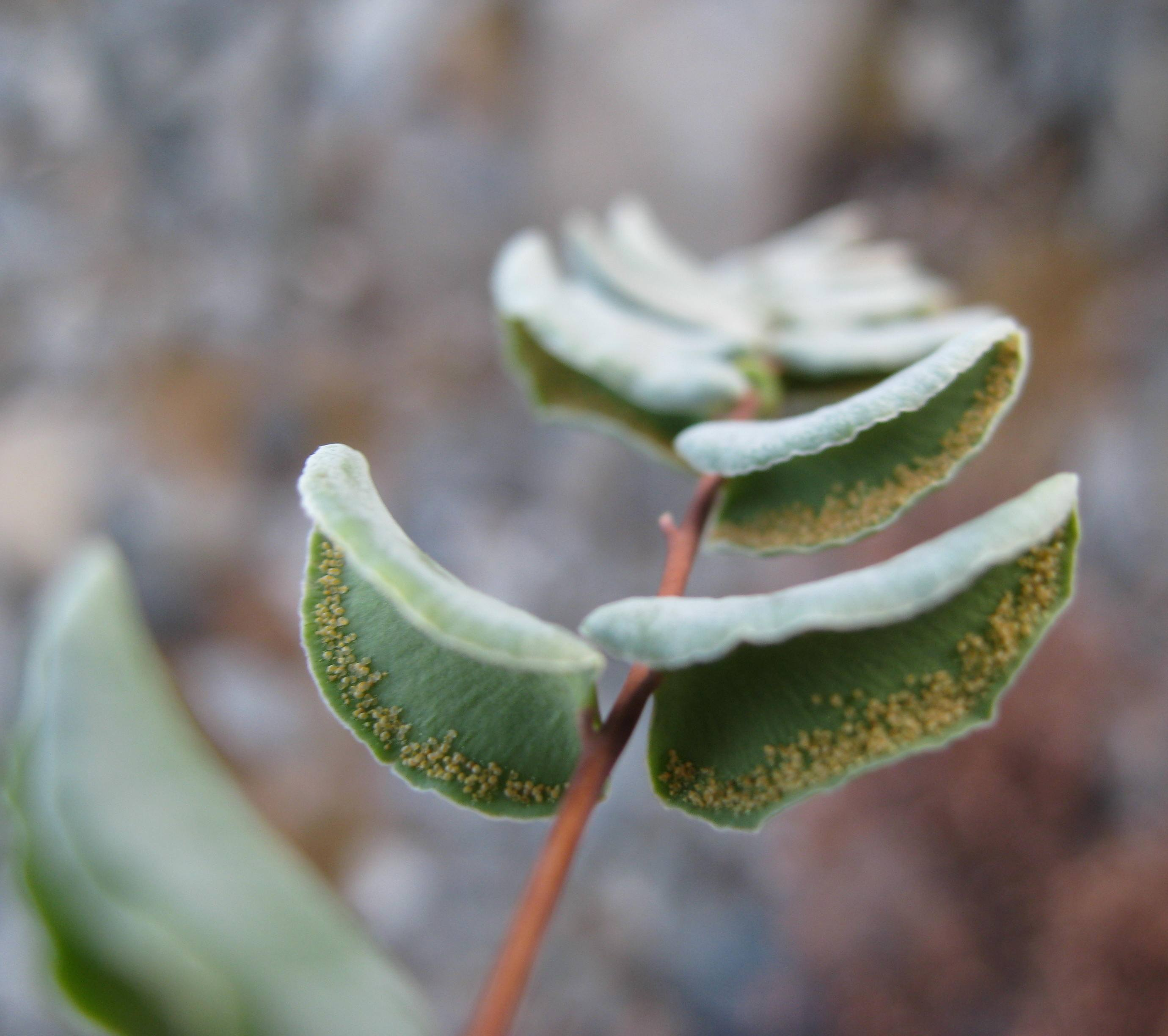
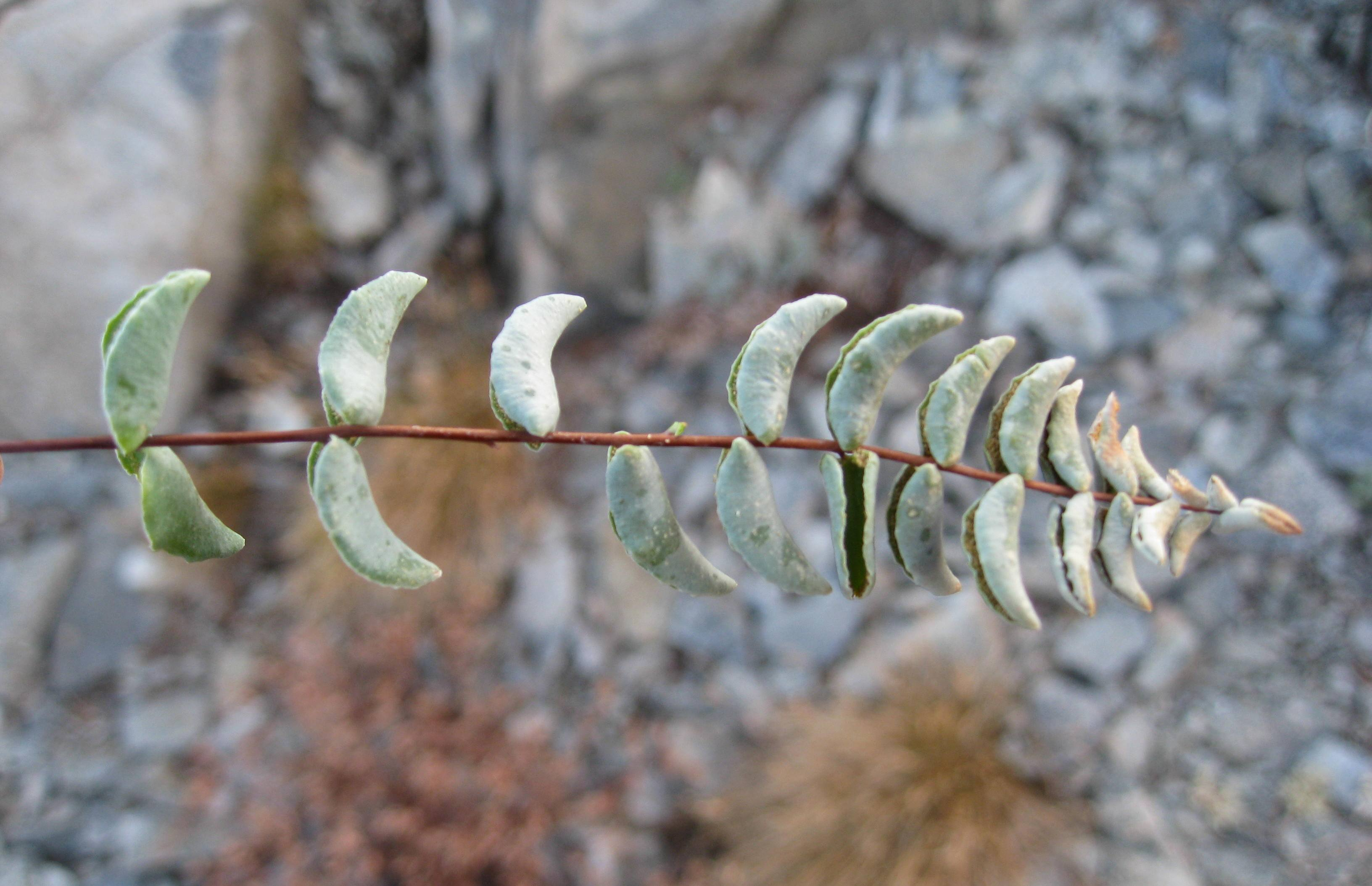